# Daiki Morimoto
Daiki Morimoto (japanisch 森本 大貴 Morimoto Daiki; * 15. September 1995 in der Präfektur Tottori) ist ein japanischer Fußballspieler.

## Karriere
Morimoto erlernte das Fußballspielen in der Schulmannschaft der Yonago Kita High School und der Universitätsmannschaft der Kanto-Gakuin-Universität. Seinen ersten Vertrag unterschrieb er 2018 bei Matsumoto Yamaga FC. Der Verein spielte in der zweithöchsten Liga des Landes, der J2 League. Im Juli 2018 wurde er an den Drittligisten SC Sagamihara verliehen. Für Sagamihara absolvierte er 14 Ligaspiele. 2020 wurde er an den FC Maruyasu Okazaki verliehen.